# Verney-Carron
Verney-Carron — французская оружейная компания, специализирующаяся на изготовлении ружей с 1820 года.
Расположена в Сент-Этьене.

## История
Компанию Verney-Carron основал Клод Верней-Каррон в 1820 году.
После смерти Клода Верней в 1870 году, управление фирмой взял на себя старший сын Жан Верней-Каррон, который вместе с младшими братьями изменил название на Verney-Carron Freres. Это название просуществовало до 1917 года, когда сын Жана — Клод (1868 г. р.) — Verney-Carron.
В 1926 году произошло слияние двух компаний: Verney-Carron и Огюста Марза. Вследствие чего фирма получила название: Verney-Carron S.A.С.
В 1929 году ружья Verney-Carron стали продаваться в розничном магазине.
С 1936 года спад продаж огнестрельного оружия и охотничьего оборудования заставил фирму Verney-Carron расширить ассортимент выпускаемых товаров: рыболовное снаряжения, велосипеды, теннисные аксессуары.
С 1995 года генеральным директором является Жан Верней-Каррон.
В 2004 году компания Verney-Carron приобрела фирму Demas. В результате чего появилась фирма «L’Atelier Verney-Carron».
11 февраля 2025 года компания объявила о неплатежеспособности и подала запрос на судебную реорганизацию. 13 февраля 2025 года Торговый суд Сент-Этьена разрешил открыть процедуру наблюдения для Verney-Carron с целью обеспечения её будущего. Компания, понесшая убытки в размере 4,54 миллиона евро в 2023 году, ведёт переговоры с крупным производителем оружия, предположительно с бельгийской группой FN Browning.

## Продукция

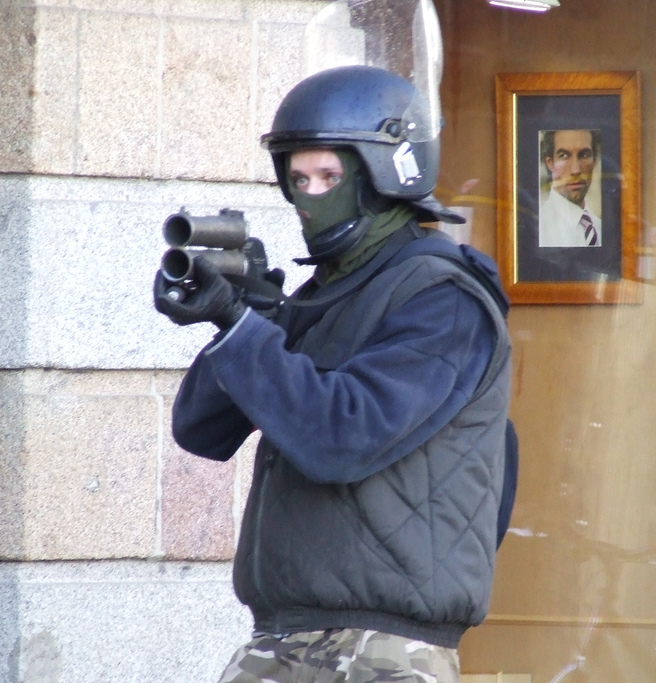
Французский полицейский с Flash-ball

В 1985 году Verney-Carron выпускает Sagittaire с коробкой из легкого алюминиевого сплава, в 1988 году компания начинает выпускать вертикальное ружьё Super 9, а также спортивную модель Super 9 Trap и Sagittaire Double Express.
В 1989 году была запущена новая модель нарезного оружия Impact.
В 2000 году, производится первый и единственный автоматический охотничий карабин Impact Auto.
С 2000-х годов реализует сотрудникам правоохранительных органов нелетальное оружие с пластиковыми пулями под торговой маркой Flash-ball.
В 2002 году компания выпустила последнюю усовершенствованную модель Super 9.

### Выпускаемые на данный момент модели:[7]
| Серия                                             | Модель (Исполнение)                                                                                |
| ------------------------------------------------- | -------------------------------------------------------------------------------------------------- |
| Sagittaire                                        | Aquilon (Classique, Extra-Luxe, Saint-Hubert)                                                      |
| Sagittaire                                        | Polynox (One, Classique, Extra-Luxe, Saint-Hubert)                                                 |
| Sagittaire                                        | Grand Becassier (Classique, Extra-Luxe, Mordoree)                                                  |
| Sagittaire                                        | Ultra Leger (Classique)                                                                            |
| Sagittaire                                        | Special (Palombe)                                                                                  |
| Sagittaire                                        | La Billebaude (Classique)                                                                          |
| Sagittaire                                        | EXPRESS ONE                                                                                        |
| Sagittaire                                        | TRAQUEUR ONE                                                                                       |
| Sagittaire                                        | GROS GIBIER ONE                                                                                    |
| SagittaireXS                                      | XS20 Plaine (Classique, Extra-Luxe)                                                                |
| SagittaireXS                                      | XS20 Becassier (Classique, Extra-Luxe)                                                             |
| SagittaireXS                                      | eXS (Classique, Extra-Luxe, Saint-Hubert)                                                          |
| P12 BlackCrow                                     | Blackcrow                                                                                          |
| P12 BlackCrow                                     | Gros Gibier                                                                                        |
| Matrix                                            | "Plaine"                                                                                           |
| Matrix                                            | "Gibier D’Eau"                                                                                     |
| Matrix                                            | Becassier                                                                                          |
| Matrix                                            | Gros Gibier 12                                                                                     |
| V12N                                              | "Plaine"                                                                                           |
| V12N                                              | "Sous-bois"                                                                                        |
| V20N                                              | |
| V28N                                              | |
| Solo                                              | 410                                                                                                |
| Solo                                              | 410SI                                                                                              |
| Synthetic                                         | AIR RIFLE                                                                                          |
| Synthetic                                         | RIFLE THUMBHOLE STOCK                                                                              |
| SIDE-BY-SIDE VERCAR CANARDOUZE 12 GA SUPER MAGNUM | |
| Juxtapose Vercar                                  | |
| Superpose Vercar                                  | (GROS GIBIER 12, TRAP 12)                                                                          |
| Speedline                                         | (Gator, Left-handed)                                                                               |
| Impact LA                                         | (One, Camo, Classique, Luxe Wood, Bête Noire, Fusion, Classique trou de pouce, Trou de pouce camo) |
| Impact NT                                         | (One, Camo, Classique, Luxe Wood, Bête Noire, Fusion, Trou de pouce camo, Diamant Noire)           |
| Véloce                                            | |
| Juxtaposé                                         | Vercar Canardouze                                                                                  |